# Daarler Brücke
Die Daarler Brücke, auch Daarler Brigg und Sankt Arnualer Brücke (bis 1946: Schlageter-Brücke), ist eine Brücke für Radfahrer und Fußgänger in Saarbrücken.

## Lage
Die Daarler Brücke beginnt am Ende der Straße des 13. Januar. Unter der Brücke führt das Ende einer stillgelegten Bahnstrecke des angrenzenden Kraftwerks Römerbrücke. Die Brücke führt dann über die Saar und einen Fußgängerweg, ehe sie an einer Unterführung an der Autobahn A620 endet.

## Geschichte
Bereits vor 2000 Jahren gab es nahe einem römischen Kastell eine Brücke an der heutigen Stätte der Daarler Brücke. Obwohl das Kastell schon früh zerstört wurde, bestand die Brücke noch im Jahr 1281. 1936 wurde an derselben Stelle, wo früher die Römerbrücke stand, eine blaue Stahlbrücke gebaut. Sie wurde 1937 eröffnet und diente schon damals als Fußgängerbrücke. Sie hieß damals noch Schlageter-Brücke, benannt nach Albert Leo Schlageter. Im Zweiten Weltkrieg wurde die Brücke gesprengt. 1946 wurde an selber Stelle die Schlageter-Brücke wiederaufgebaut, jedoch wurde sie kurz darauf in Daarler Brücke umbenannt.